# Siestedt
Siestedt ist ein Ortsteil der Stadt Oebisfelde-Weferlingen im Landkreis Börde in Sachsen-Anhalt.

## Geografie
Siestedt liegt rund drei Kilometer östlich von Weferlingen zwischen Lappwald und Drömling.

### Ortschaftsgliederung
Zur Ortschaft Siestedt gehören die Ortsteile Siestedt, Klinze und Ribbensdorf sowie der Wohnplatz Graui. Die Ortschaft Siestedt hatte am 31. Dezember 2011 insgesamt 483 Einwohner.

## Geschichte
Siestedt wurde um 1280 in einem Lehnsregister als Tsistede erwähnt. Die Edelherren von Meinersen waren hier begütert. Sie gaben um 1280 im Ort einen Hof als Lehen an Johannes von Brunsrode.
Am 17. Oktober 1928 kam das Vorwerk Graui vom aufgelösten Gutsbezirk Weferlingen zur Landgemeinde Siestedt.
Bis 1950 war Siestedt eine eigenständige Gemeinde. Am 1. Juli 1950 wurden Ribbensdorf und Siestedt zur neuen Gemeinde Ribbenstedt zusammengeschlossen. Siestedt erhielt die neue Bezeichnung Ribbenstedt I.
Am 16. Januar 1974 wurde die nördliche Nachbargemeinde Klinze in die Gemeinde Ribbenstedt eingegliedert.
Am 2. Juli 1991 erfolgte die Rückbenennung von Ribbenstedt I zu Siestedt. Gleichzeitig wurde die Gemeinde Ribbenstedt in Siestedt umbenannt. Von 1994 bis zum 31. Dezember 2004 gehörte Siestedt zur Verwaltungsgemeinschaft Weferlingen, vom 1. Januar 2005 bis zum 31. Dezember 2009 zur Verwaltungsgemeinschaft Flechtingen.
Durch einen Gebietsänderungsvereinbarung beschlossen die Gemeinderäte der Gemeinden Stadt Oebisfelde (am 27. Mai 2009), Bösdorf (am 26. Mai 2009), Eickendorf (am 28. Mai 2009), Etingen (am 26. Mai 2009), Kathendorf (am 19. Mai 2009), Rätzlingen (am 27. Mai 2009), Eschenrode (am 28. Mai 2009), Döhren (am 28. Mai 2009), Hödingen (am 20. Mai 2009), Hörsingen (am 27. Mai 2009), Schwanefeld (am 25. Mai 2009), Seggerde (am 26. Juni 2009), Siestedt (am 28. Mai 2009), Walbeck (am 28. Mai 2009) und der Flecken Weferlingen (am 19. Mai 2009), dass ihre Gemeinden aufgelöst und zu einer neuen Stadt Oebisfelde-Weferlingen vereinigt werden. Dieser Vertrag wurde vom Landkreis als unterer Kommunalaufsichtsbehörde genehmigt und trat am 1. Januar 2010 in Kraft.
Nach Umsetzung der Vereinigungsvereinbarung der bisher selbstständigen Gemeinde Siestedt werden Siestedt, Klinze und Ribbensdorf Ortsteile der neuen Stadt Oebisfelde-Weferlingen. Für die eingeflossene Gemeinde wird die Ortschaftsverfassung nach den §§ 86 ff. Gemeindeordnung Sachsen-Anhalt eingeführt. Die aufgenommene Gemeinde Siestedt und künftigen Ortsteile Siestedt, Klinze und Ribbensdorf wurden zur Ortschaft der neuen Stadt Oebisfelde-Weferlingen. In der eingeflossenen Gemeinde und nunmehrigen Ortschaft Siestedt wurde ein Ortschaftsrat mit zehn Mitgliedern einschließlich Ortsbürgermeister gebildet.

## Politik
Der ehrenamtliche Bürgermeister Michael Heiligtag war vom 31. März 1996 bis zum 31. Dezember 2009 im Amt und ist seitdem Ortsbürgermeister.

### Ortschaftsrat
Laut der letzten Kommunalwahl am 7. Juni 2009 hatte der Gemeinderat zehn Mitglieder. Aufgrund der Stadtgründung von Oebisfelde-Weferlingen wurde der Gemeinderat automatisch zum Ortschaftsrat. Die Wahlbeteiligung lag bei 45,3 %. Die Wahl brachte folgendes Ergebnis:
|  | Wählergruppen  | 7 Sitze | (70,4 %) |
|  | Einzelbewerber | 1 Sitz0 | (11,2 %) |
|  | SPD            | 1 Sitz0 | (9,8 %)  |
|  | CDU            | 1 Sitz0 | (8,6 %)  |

Weiteres Mitglied des Ortschaftsrates und dessen Vorsitzender ist der Ortsbürgermeister.

## Gedenkstätten
- Grabstätten auf dem Friedhof des Ortsteiles Ribbensdorf I für zwei sowjetische Kriegsgefangene, die während des Zweiten Weltkrieges Opfer von Zwangsarbeit wurden

## Wirtschaft und Infrastruktur

### Verkehr
Zur Bundesstraße 1, die Braunschweig mit Berlin verbindet, sind es in südlicher Richtung rund 13 km. Die Bundesautobahn 2 (Anschlussstelle Marienborn-Helmstedt) wird nach 7 km erreicht.